# Єнне Ланґаут
Єнне Ланґаут (нід. Jenne Langhout, 27 вересня 1918 — 29 березня 2010) — нідерландський хокеїст на траві.
Бронзовий призер Олімпійських Ігор 1948 року.